# Yousef Abo Zarad
Yousef Abo Zarad (nacido el 6 de octubre de 1990) es un dermatólogo sirio-alemán. Su trabajo se centra en la dermatología estética, la telemedicina y la comunicación digital sobre salud de la piel.

## Primeros años y educación
Abo Zarad nació en Alepo, Siria. Estudió medicina en la Universidad Al-Baath en Homs y se graduó en 2014.En 2018, se trasladó a Alemania, donde completó los requisitos necesarios para ejercer la medicina. Inicialmente se formó en cirugía ortopédica antes de especializarse en dermatología.

## Carrera
Desde 2017, Abo Zarad ha creado contenido educativo en árabe relacionado con la dermatología.En 2024, lanzó una aplicación móvil que ofrece consultas virtuales y educación sobre salud de la piel. Su trabajo en telemedicina, cosmetología y divulgación en salud pública ha sido reportado en varios medios internacionales.
Abo Zarad también ha contribuido con discusiones de casos dermatológicos en DocCheck, una plataforma alemana para profesionales de la salud.
En diciembre de 2020, Abo Zarad apareció en el canal Al-Nahar TV para discutir sobre la comunicación de la vacunación contra la COVID-19 en regiones de habla árabe.

## Reconocimiento
Ha sido mencionado en el ‘‘Times of India’’, el ‘‘Financial Express’’ y el ‘‘International Business Times India’’ por su trabajo en la educación dermatológica. En 2022 fue descrito en algunos medios como el “Mejor Dermatólogo Joven Sirio” y en 2023 como el “Mejor Dermatólogo en Alemania”.